# Nephrotoma bellula
Nephrotoma bellula är en tvåvingeart som beskrevs av Alexander 1969. Nephrotoma bellula ingår i släktet Nephrotoma och familjen storharkrankar. Inga underarter finns listade i Catalogue of Life.